# Jeune Fille avec des poissons dans un récipient de verre
Jeune Fille avec des poissons dans un récipient de verre – ou en allemand Mädchen mit Fischglas – est un tableau réalisé par le peintre allemand August Macke en 1914. Cette huile sur toile est le portrait d'une jeune femme assise à côté d'un bocal en verre. Elle est conservée au musée Von-der-Heydt, à Wuppertal, en Rhénanie-du-Nord-Westphalie.

## Expositions
- Apollinaire, le regard du poète, musée de l'Orangerie, Paris, 2016 — n°108.